# Bodio
Bodio (in dialetto ticinese Béid, Béit, Böit, Büt, o Bòdi) è un comune svizzero di 1 037 abitanti del Canton Ticino, nel distretto di Leventina, parte della Regione Tre Valli.

## Geografia fisica
È posto nella bassa Val Leventina, sul fondovalle percorso dal fiume Ticino. Buona parte delle abitazioni si sviluppa su un cono di deiezione creato dal torrente "Dragone", sfociante appunto nel fiume Ticino.

## Origine del nome
Sul significato e l'origine del nome Bodio si affermano due ipotesi. La prima sostiene che derivi da un vocabolo prelatino, Bogitu, che significa 'conca' o 'avvallamento geologico'. La seconda, maggiormente accreditata, sostiene che Bodio provenga da un'antica parola celtica, Boceton (successivamente latinizzata in Bucetum), con il significato di 'pascolo per buoi'.

## Storia
Nei primi sette secoli gli abitanti di Bodio si stabilirono sui Monti Simbra (o Saimola), poiché il fondovalle era parzialmente sommerso da un lago piuttosto basso. Gli abitanti svolgevano principalmente attività pastorizie.
Attorno all'anno Mille gli abitanti si spostarono sul fondovalle con il progressivo ritirarsi del lago, che permise il passaggio alle attività agricole. Durante questo periodo Bodio fece parte della vicinanza di Giornico, gestita da un console e da diversi funzionari. Oltre a Bodio, tale vicinanza comprendeva anche Anzonico, Cavagnago, Giornico, Personico, Pollegio e Sobrio. Quando poi, tra i secoli XIII e XV, la vicinanza di Giornico fu divisa in due semi-vicinanze dette, rispettivamente, Vicinanza del Piano e Vicinanza del Monte, Bodio divenne parte di quest'ultima.
Nel corso del tempo, numerose furono le dispute che contrapposero Bodio ad altri villaggi della vicinanza di Giornico per lo sfruttamento di alpeggi, boschi, prati e altre risorse comuni. Queste dispute, attestate già nei secoli XIV e XV, in alcuni casi si risolsero solo durante il XIX secolo.
Al 1478 risale la battaglia di Giornico, avvenuta in una porzione di territorio compresa tra Bodio e Pollegio.
Tra i secoli XVI e XVII, la Vicinanza del Monte tentò più volte di svincolarsi dalla giurisdizione di Giornico, ma senza successo. A nulla servì l'intervento del Cardinale Federigo Borromeo, grazie al quale nel 1602 Bodio acquisì lo Statuto di vicinanza autonoma. Nel 1631, infatti, il tribunale di ultima istanza del Canton Uri (che in quel tempo aveva giurisdizione su tutta la Leventina) sancì che le due semi-vicinanze dovevano continuare a formare un'unica vicinanza.
Secondo un martirologio parrocchiale del 1752 (o 1792), attorno al 1459 si verificò uno scoscendimento che causò la distruzioni di buona parte del villaggio, oltre che della Chiesa di Santo Stefano.
Fino al 1798 e fino al Dominio Milanese, la Leventina fu un baliaggio di Uri. Appartenne poi alla Repubblica Elvetica fino al 1803, anno in cui viene concesso alla Svizzera l'Atto di Mediazione e il Ticino guadagnò lo statuto di Cantone libero e autonomo. Fino a metà del XIX secolo, il movimento migratorio del comune era diretto soprattutto verso l'Italia e la Francia; ma già nel 1876 circa il 20% della popolazione di Bodio, che allora contava all'incirca 400 abitanti, si trovava negli Stati Uniti, specialmente sulla costa Ovest. Un forte impulso all'emigrazione oltreoceano fu dato da un'alluvione che, la notte del 27 settembre 1868, provocò 19 morti e ingenti danni.
Sul finire del XIX secolo, Bodio divenne un centro industriale per la Leventina, grazie alla nuova ferrovia del Gottardo (che attraversa Bodio a partire dagli anni 1878-1880), a capitali d'oltralpe, e allo sfruttamento delle risorse idriche offerte dal fiume Ticino, incominciato nel 1911 con la messa in esercizio dell'impianto della Biaschina che permetteva di generare energia a basso costo. Queste condizioni favorevoli spinsero diverse aziende a insediarsi nella zona, portando Bodio a essere il più importante centro industriale del cantone e impiegando oltre un migliaio di persone, soprattutto di origini italiane. Sul territorio di Bodio si insediarono aziende come le officine Diamant, le Officine del Gottardo e le officine chimiche Nitrum.
Dal 1918, Bodio ospitò un lazzaretto per i malati di febbre spagnola che si trovavano non solo in paese, ma anche a Giornico e Personico. Al termine dell'epidemia, a Bodio si contarono 16 vittime.
Con la fine della prima guerra mondiale il comparto industriale di Bodio iniziò una fase di declino, dovuta sia alla necessità di convertire nuovamente la produzione (che durante il conflitto fu soprattutto di materiale bellico per esplosivi), sia all'aumento delle tariffe ferroviarie. Due esplosioni, avvenute una nelle Officine del Gottardo (1919) e l'altra alla Nitrum (1921) causarono morti e devastazioni.
Nel corso del Novecento, il territorio di Bodio fu ripetutamente colpito da alluvioni (in particolare, negli anni 1924, 1927 e 1987) e da incendi (in particolare, nel 1973).
Sul finire del XX secolo, un altro grosso colpo all'industria di Bodio fu la chiusura dello stabilimento dell'acciaieria Monteforno, fondata nel 1946 e chiusa il 31 gennaio 1995 a seguito di un declino durato diversi decenni. Sul territorio di Bodio è invece rimasta l'Imerys, azienda leader mondiale della produzione di grafite sintetica e di lubrificanti per alte temperature; originata dall'acquisto da parte dell'azienda Lonza di Basilea delle Officine del Gottardo, alle quali fu cambiato nome dapprima in Lonza G+T, poi in Timcal nel 1995 e infine in Imerys Graphite & Carbon nel 2014.
Il 26 novembre 2023, con una votazione popolare consultiva, è stata approvata la proposta di aggregazione con il vicino Comune di Giornico.

## Monumenti e luoghi d'interesse
- Chiesa di Santo Stefano, attestata nel 1227[11][25];
- Oratorio di San Felice, detto "Gesòra"[senza fonte], costruito nel 1675 e originariamente intitolato alla Madonna della Concezione e ai Santi Felice e Ambrogio;[8]
- Oratorio di Sant'Elisabetta[26] (o di Sant'Anna[8]) in località Bidesco[26][8], attestato nel 1350[senza fonte].

## Società

### Evoluzione demografica
L'evoluzione demografica è riportata nella seguente tabella:
Abitanti censiti

## Amministrazione
Come in ogni comune svizzero, l'amministrazione è suddivisa in tre organi fondamentali: esecutivo, legislativo e giudiziario. Nello specifico l'esecutivo è rappresentato dal municipio, attualmente (2019) con 5 membri, il legislativo dal consiglio comunale ed il giudiziario dal giudice di pace del circolo di Giornico.
Ogni famiglia originaria del luogo fa parte del cosiddetto comune patriziale e ha la responsabilità della manutenzione di ogni bene ricadente all'interno dei confini del comune.